# Lauren Mayberry
Lauren Eve Mayberry (ur. 7 października 1987 w Glasgow) – szkocka piosenkarka, autorka tekstów piosenek i dziennikarka, wokalistka zespołu Chvrches.

## Życiorys

### Wczesne życie
Mayberry gra na pianinie od dzieciństwa oraz na perkusji odkąd była nastolatką.
Mayberry uczęszczała do Beaconhurst School, niezależnej szkoły w miejscowości Bridge of Allan. Po ukończeniu czteroletniego licencjatu prawa na University of Strathclyde uzyskała tytuł magistra dziennikarstwa w 2010. Po ukończeniu studiów pracowała jako dziennikarka.

### Kariera muzyczna
Od 15 do 22 roku życia Mayberry grała na perkusji w różnych zespołach. Była członkiem zespołu Boyfriend/Girlfriend, a następnie Blue Sky Archives, w którym grała na instrumentach klawiszowych, perkusji oraz śpiewała. W 2011 rozpoczęła współpracę z Iainem Cookiem i Martinem Dohertym, z którymi założyła zespół Chvrches.

## Dyskografia
Z Boyfriend/Girlfriend
- Kill Music EP (2007)
- Optimism EP (2008)

Z Blue Sky Archives
- Blue Sky Archives EP (2010)
- Plural EP (2011)
- Triple A-Side EP (2012)

Z Chvrches
- The Bones of What You Believe (2013)
- Every Open Eye (2015)
- Love Is Dead (2018)